# Capella de la Concepció (Reus)
La Capella de la Concepció és una capella situada al carrer de la Puríssima Concepció, 21-23, a la ciutat de Reus inclosa a l'Inventari del Patrimoni Arquitectònic de Catalunya.

## Descripció
És un edifici molt estret, entre mitjaneres estructurat en planta baixa i un pis. La façana està feta amb maons deixats a la vista i com a remat una motllura piramidal amb formes esglaonades de color blanc que contrasta molt amb la resta de materials. La planta baixa és una gran obertura, un arc deprimit còncau que pràcticament ocupa tota l'amplada del sòl, i que té una porta de xapa col·locada cap als anys setanta del segle xx. Al primer pis hi ha la capella pròpiament dita. Hi ha un arc apuntat amb una motllura blanca amb estels que ocupa quasi tota l'amplada de la façana i dona a un balcó, a través seu podem veure l'interior, que està pintat amb colors ocres i blaus. Hi ha una taula de marbre negre i una petita fornícula tancada amb una tapa de vidre on hi ha una estàtua de la Mare de Déu flanquejada per dos àngels, totes elles també policromades.
Sembla que l'edifici ocupa el final del carrer de la Racona, que en aquest tram no tenia sortida.

## Història
La Capella està localitzada en aquest lloc almenys des de mitjan segle xvi (1567) i una de les més antigues de la vila. El 1904 l'ajuntament en va voler traslladar la imatge a l'ermita del Roser perquè la capella estava ruïnosa, però els veïns del barri de la Concepció van aconseguir-ne la propietat i la van restaurar. Va ser reinaugurada el 1907. Destruïda parcialment el 1936, va ser refeta el 1940.
El barri, que abraça del portal de Jesús fins al de Sant Joan o de la Font, entre el carrer Major i el raval de Martí Folguera, celebrava festes en honor de la seva patrona durant els anys 1950-60 del segle passat. Durant els anys 1990, i gràcies a l'esforç de voluntaris d'entitats socials com Càritas o el Moviment Coordinat de Promoció Mossèn Frederic Bara, es van restablir les antigues festes fins a dia d'avui, essent una data assenyalada de cohesió social i cultural per als veïns del barri primigeni més antic de Reus.